# Domenico Giani
Domenico Giani (ur. 16 sierpnia 1962 w Arezzo) – włoski oficer. Dyrektor Departamentu Bezpieczeństwa i Obrony Cywilnej Gubernatoratu Państwa Watykańskiego, inspektor generalny Korpusu Żandarmerii Państwa Watykańskiego oraz prezes Korpusu Straży Pożarnej Państwa Watykańskiego.

## Biografia
Ukończył studia pedagogiczne na Uniwersytecie w Sienie. Pracował we włoskim Korpusie Straży Skarbowej (Guardia di Finanza), a następnie w organach ds. bezpieczeństwa Rady Ministrów Republiki Włoskiej.
W 1999 papież Jan Paweł II mianował go wiceinspektorem Żandarmerii Watykańskiej. W 2002 został również wicedyrektorem Departamentu Bezpieczeństwa i Obrony Cywilnej Gubernatoratu Państwa Watykańskiego.
3 czerwca 2006 papież Benedykt XVI mianował go dyrektorem Departamentu Bezpieczeństwa i Obrony Cywilnej Gubernatoratu Państwa Watykańskiego, inspektorem generalnym Korpusu Żandarmerii Państwa Watykańskiego oraz prezesem Korpusu Straży Pożarnej Państwa Watykańskiego.
8 sierpnia 2013 papież Franciszek mianował go ponadto członkiem Komitetu Bezpieczeństwa Finansowego.
14 października 2019 papież Franciszek przyjął jego dymisję ze wszystkich zajmowanych funkcji. Powodem jej złożenia był wyciek do włoskiej prasy poufnych dokumentów wewnętrznych ze śledztwa prowadzanego przez żandarmerię watykańską. W komunikacie Biura Prasowego Stolicy Apostolskiej podkreślono, że osoba, która dokonała przecieku, nie została wykryta, a dyrektor Giani osobiście nie ponosi odpowiedzialności w tej sprawie.

## Życie prywatne
Jest żonaty. Ma dwoje dzieci. Od najmłodszych lat był zaangażowany w działalność kościelną i wolontariacką.

## Odznaczenia
- Kawaler Orderu Piusa IX (Watykan, 2019)[2]
- Komandor Orderu Świętego Grzegorza Wielkiego (Watykan, 2001)[3]
- Kawaler Orderu Świętego Sylwestra (Watykan, 2008)[4]
- Kawaler Orderu Grobu Świętego (Watykan)[5]
- Kawaler Krzyża Wielkiego Orderu Zasługi Republiki Włoskiej (Włochy, 2017)[6]
- Wielki Oficer Orderu Zasługi Republiki Włoskiej (Włochy, 2007)[6]
- Oficer Orderu Zasługi Republiki Włoskiej (Włochy, 2005)[6]
- Złoty Wojskowy Krzyż Zasługi (Włochy, 2018)[7]
- Kawaler Legii Honorowej (Francja, 2019)[8]
- Złoty Medal za Zasługi dla Policji (Polska, 2012)[9]